# Xyris uninervis
Xyris uninervis är en gräsväxtart som beskrevs av Gustaf Oskar Andersson Malme. Xyris uninervis ingår i släktet Xyris och familjen Xyridaceae. Inga underarter finns listade i Catalogue of Life.